# Caenanthura ibex
Caenanthura ibex är en kräftdjursart som beskrevs av Bamber 2008. Caenanthura ibex ingår i släktet Caenanthura och familjen Anthuridae. Inga underarter finns listade i Catalogue of Life.